# Anodoration tantillum
Anodoration tantillum là một loài nhện trong họ Linyphiidae. Loài này được phát hiện ở Brasil.